# Острувек (Груєцький повіт)
Острувек (пол. Ostrówek) — село в Польщі, у гміні Варка Груєцького повіту Мазовецького воєводства.
Населення — 179 осіб (2011).
У 1975-1998 роках село належало до Радомського воєводства.

## Демографія
Демографічна структура станом на 31 березня 2011 року:
|          | Загалом | Допрацездатний вік | Працездатний вік | Постпрацездатний вік |
| -------- | ------- | ------------------ | ---------------- | -------------------- |
| Чоловіки | 85      | 14                 | 59               | 12                   |
| Жінки    | 94      | 21                 | 50               | 23                   |
| Разом    | 179     | 35                 | 109              | 35                   |